# Edward Cecil
Edward Cecil, I vizconde de Wimbledon (29 de febrero de 1572 - 16 de noviembre de 1638), fue un noble inglés, militar y político.
Tercer hijo de Thomas Cecil, I conde de Exeter, y nieto de William Cecil, barón de Burghley, y ministro de Isabel I de Inglaterra; entre 1596 y 1610 Cecil sirvió con las tropas inglesas en la guerra de Flandes que las Provincias Unidas de los Países Bajos mantenían contra España; en 1599 era capitán de infantería, en 1601 sería nombrado caballero, y en 1610 se le asignaría el mando de las fuerzas inglesas en los Países Bajos. Fue Diputado del parlamento inglés en 1601.
Posteriormente, por su amistad con George Villiers (primer Duque de Buckingham), se le asignó el mando de la expedición de Cádiz de 1625, en la que una flota anglo-holandesa intentó capturar la flota del tesoro española en la bahía de Cádiz. Antes de partir fue nombrado barón Cecil de Putney y vizconde de Wimbledon. La operación fue un rotundo fracaso, en parte debido a la incompetencia del propio Cecil.
En 1627 fue nombrado Señor Teniente de Surrey. Volvió a tomar el mando de las fuerzas inglesas en los Países Bajos, participando en el sitio de Groenlo de 1627 y en el sitio de Bolduque de 1629. Entre 1630 y 1638 fue gobernador de Portsmouth.

## Descendencia
En 1601 se casó con Theodosia Noel (n. 1585), con la que tuvo cuatro hijas:
- Dorothy Cecil (1603-1652),
- Albinia Cecil (m. 1660),
- Elizabeth Cecil,
- Frances Cecil (m. 1684).

Tras la muerte de su primera esposa, en 1617 se casó en segundas nupcias con Diana Drury (m. 1631); su única hija, Anne, murió en la infancia.
En 1635 se casaría con Sophia Zouche (c. 1618-1691), con quien tuvo un hijo, Algernon, muerto antes de cumplir un año.
- Datos: Q2976180
- Multimedia: Edward Cecil, 1st Viscount Wimbledon / Q2976180